# Чемпіонат світу з пляжного футболу 1998
Чемпіонат світу з пляжного футболу 1998 — четвертий чемпіонат світу з пляжного футболу. Чемпіонат, як і в попередні рази, був проведений на пляжі Копакабана в Ріо-де-Жанейро, Бразилія. У цьому чемпіонаті вперше взяло участь 10 команд.
Переможцем стала збірна Бразилії, яка у фіналі перемогла збірну Франції.

## Формат турніру
Цього року формат дещо змінився, оскільки кількість команд зросла до десяти. Десять команд були розбиті на дві групи по п'ять команд у кожній. Дві команди з кожної групи проходили у півфінал.

## Учасники
| Збірна     | Конфедерація | Кількість виступів на ЧС до цього | Найкращий виступ              | Остання участь |
| ---------- | ------------ | --------------------------------- | ----------------------------- | -------------- |
| США        | КОНКАКАФ     | 3                                 | 2 місце (1995)                | 1997           |
| Бразилія   | КОНМЕБОЛ     | 3                                 | Переможець (1995, 1996, 1997) | 1997           |
| Уругвай    | КОНМЕБОЛ     | 3                                 | 2 місце (1996, 1997)          | 1997           |
| Перу       | КОНМЕБОЛ     | дебютант                          | дебютант                      | дебютант       |
| Аргентина  | КОНМЕБОЛ     | 3                                 | 4 місце (1997)                | 1997           |
| Чилі       | КОНМЕБОЛ     | дебютант                          | дебютант                      | дебютант       |
| Франція    | УЄФА         | 1                                 | Груповий етап (1997)          | 1997           |
| Іспанія    | УЄФА         | дебютант                          | дебютант                      | дебютант       |
| Португалія | УЄФА         | 1                                 | Груповий етап (1997)          | 1997           |
| Італія     | УЄФА         | 3                                 | 3 місце (1996)                | 1997           |

## Груповий турнір

### Група A
| Команда   | Очки | І | В | П | ГЗ | ГП | +/- |
| --------- | ---- | - | - | - | -- | -- | --- |
| Бразилія  | 12   | 4 | 4 | 0 | 38 | 6  | 32  |
| Перу      | 9    | 4 | 3 | 1 | 21 | 23 | -2  |
| Іспанія   | 6    | 4 | 2 | 2 | 17 | 22 | -5  |
| Аргентина | 3    | 4 | 1 | 3 | 13 | 19 | -6  |
| Італія    | 0    | 4 | 0 | 4 | 12 | 31 | -19 |

| 17 січня 1998 |

| Бразилія | 14-1 | Італія |
| -------- | ---- | ------ |
|          |      |        |

| Копакабана |

| 17 січня 1998 |

| Аргентина | 4-5 | Перу |
| --------- | --- | ---- |
|           |     |      |

| Копакабана |

| 18 січня 1998 |

| Іспанія | 4-3 | Італія |
| ------- | --- | ------ |
|         |     |        |

| Копакабана |

| 18 січня 1998 |

| Бразилія | 9-2 | Перу |
| -------- | --- | ---- |
|          |     |      |

| Копакабана |

| 19 січня 1998 |

| Перу | 7-4 | Італія |
| ---- | --- | ------ |
|      |     |        |

| Копакабана |

| 19 січня 1998 |

| Іспанія | 5-2 | Аргентина |
| ------- | --- | --------- |
|         |     |           |

| Копакабана |

| 20 січня 1998 |

| Перу | 7-6 | Іспанія |
| ---- | --- | ------- |
|      |     |         |

| Копакабана |

| 20 січня 1998 |

| Бразилія | 5-1 | Аргентина |
| -------- | --- | --------- |
|          |     |           |

| Копакабана |

| 21 січня 1998 |

| Аргентина | 6-4 | Італія |
| --------- | --- | ------ |
|           |     |        |

| Копакабана |

| 21 січня 1998 |

| Бразилія | 10-2 | Іспанія |
| -------- | ---- | ------- |
|          |      |         |

| Копакабана |

### Група Б
| Команда    | Очки | І | В | П | ГЗ | ГП | +/- |
| ---------- | ---- | - | - | - | -- | -- | --- |
| Франція    | 9    | 4 | 3 | 1 | 17 | 15 | 2   |
| Уругвай    | 6    | 4 | 2 | 2 | 15 | 17 | -2  |
| Португалія | 6    | 4 | 2 | 2 | 22 | 13 | 9   |
| США        | 6    | 4 | 2 | 2 | 13 | 14 | -1  |
| Чилі       | 3    | 4 | 1 | 3 | 14 | 22 | -8  |

| 17 січня 1998 |

| Португалія | 11-1 | Чилі |
| ---------- | ---- | ---- |
|            |      |      |

| Копакабана |

| 17 січня 1998 |

| США | 4-2 | Уругвай |
| --- | --- | ------- |
|     |     |         |

| Копакабана |

| 18 січня 1998 |

| Чилі | 5-1 | Уругвай |
| ---- | --- | ------- |
|      |     |         |

| Копакабана |

| 18 січня 1998 |

| Франція | 4-3 | США |
| ------- | --- | --- |
|         |     |     |

| Копакабана |

| 19 січня 1998 |

| Франція | 3-2 | Португалія |
| ------- | --- | ---------- |
|         |     |            |

| Копакабана |

| 19 січня 1998 |

| США | 4-3 | Чилі |
| --- | --- | ---- |
|     |     |      |

| Копакабана |

| 20 січня 1998 |

| Уругвай | 7-4 | Португалія |
| ------- | --- | ---------- |
|         |     |            |

| Копакабана |

| 20 січня 1998 |

| Франція | 6-5 | Чилі |
| ------- | --- | ---- |
|         |     |      |

| Копакабана |

| 21 січня 1998 |

| Португалія | 5-2 | США |
| ---------- | --- | --- |
|            |     |     |

| Копакабана |

| 21 січня 1998 |

| Уругвай | 5-4 | Франція |
| ------- | --- | ------- |
|         |     |         |

| Копакабана |

## Матчі плей-оф

### Півфінали
| 22 січня 1998 |

| Франція | 6-5 | Перу |
| ------- | --- | ---- |
|         |     |      |

| Копакабана |

| 23 січня 1998 |

| Бразилія | 5-1 | Уругвай |
| -------- | --- | ------- |
|          |     |         |

| Копакабана |

### Матч за 3-тє місце
| 24 січня 1998 |

| Уругвай | 6-3 | Перу |
| ------- | --- | ---- |
|         |     |      |

| Копакабана |

### Фінал
| 25 січня 1998 |

| Бразилія | 9-2 | Франція |
| -------- | --- | ------- |
|          |     |         |

| Копакабана |

| Переможець чемпіонату світу з пляжного футболу 1998 року |
| -------------------------------------------------------- |
| Бразилія                                                 |
| Бразилія Четвертий титул                                 |

## Підсумкова таблиця чемпіонату
| Місце | Команда    |
| ----- | ---------- |
| 1     | Бразилія   |
| 2     | Франція    |
| 3     | Уругвай    |
| 4     | Перу       |
| 5     | Португалія |
| 6     | Іспанія    |
| 7     | США        |
| 8     | Аргентина  |
| 9     | Чилі       |
| 10    | Італія     |

## Нагороди

### Найкращий бомбардир
| Місце | Гравець                       | Голи |
| ----- | ----------------------------- | ---- |
| 1     | Леовежильдо Жуніор (Бразилія) | 14   |

### Найкращий гравець
| Гравець                       |
| ----------------------------- |
| Леовежильдо Жуніор (Бразилія) |

### Найкращий воротар
| Player                  |
| ----------------------- |
| Пауло Сержіо (Бразилія) |